# مارزانو أبيو
مارزانو أبيو، (بالإنجليزية: Marzano Appio)‏، هي (بلدية) في مقاطعة كازيرتا، في منطقة كامبانيا الإيطالية، وتقع على بعد حوالي 50 كم (31 ميل) شمال غرب نابولي، وحوالي 35 كم (22 ميل) شمال غرب كازيرتا.

## السكان
في سنة 1861 بلغ عدد السكان 4٬237 نسمة، وتطور العدد ليصل في سنة 2011 لـ 2٬345 نسمة.
يظهر هذا المخطط البياني تطور النمو السكاني لـ مارزانو أبيو